# Царь-Освободитель (бульвар в Софии)
Бульвар Царя-Освободителя (болг. Булевард „Цар Освободител“, до 1889 года — Истамбул джадеси (Константинопольская дорога), в 1970—1980 годы — Русский бульвар) — бульвар в центре Софии. Расположен между Орловым мостом на востоке и площадью Александра I. Вместе с бульваром Васила Левского и улицей Раковской является одной из основных дорог Софии. На нем расположена станция метро Св. Климент Охридский.
В 1889 году Константинопольская дорога была переименована в бульвар Царя-Освободителя, который быстро стал принимать облик, соответствующий представительной главной городской артерии.

## На бульваре находятся
- Север:
  - Национальный музей естественной истории (№ 1)
  - Русская церковь (№ 3)
  - Центральный военный клуб[болг.] (№ 7)
  - Посольство Италии
  - Посольство Австрии
  - Главный корпус Болгарской академии наук
  - Народное собрание Болгарии
  - Главный корпус (ректорат) Софийского университета
  - Дом Сармаджиева (№ 19) — в настоящее время резиденция посла Турции
- Юг:
  - Бывшая Гостиница «Болгария» на углу с улицей Дьякона Игнатия
  - Центральный болгарский офис банка BNP Paribas (№ 2) — здание построено в 1899 году для Софийского клуба
  - Комплекс «Болгария»[болг.] (№ 4)
  - Центральный офис Постбанка (№ 16) — построен в 2003 году на месте полностью разрушавшегося здания 1899 год, — дома политика Ивана Гешова
  - Дом Ябланского[болг.] (№ 18) — бывшее посольство Китая, сейчас не используется
  - Памятник Советской армии

## Галерея

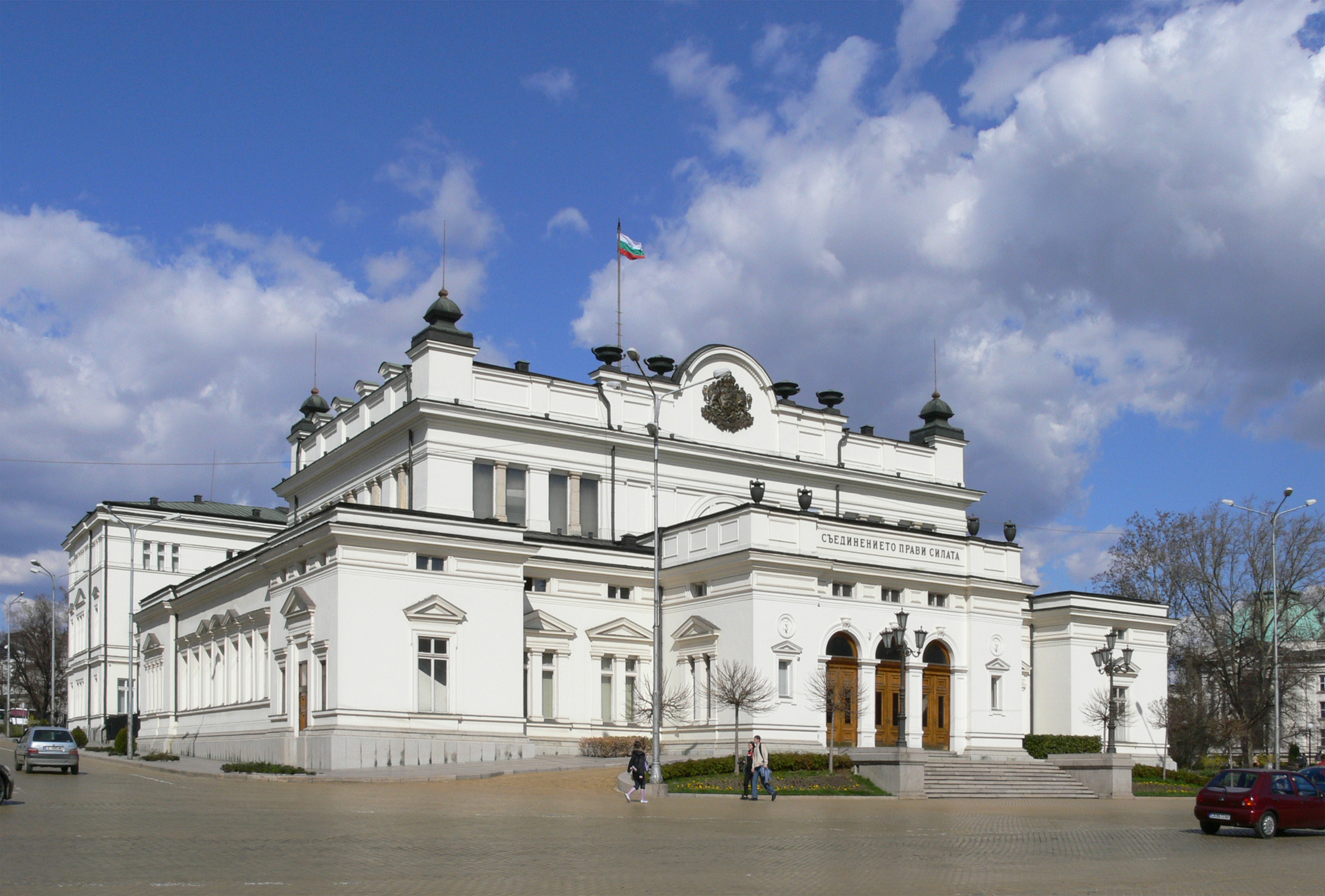
Народное собрание Болгарии
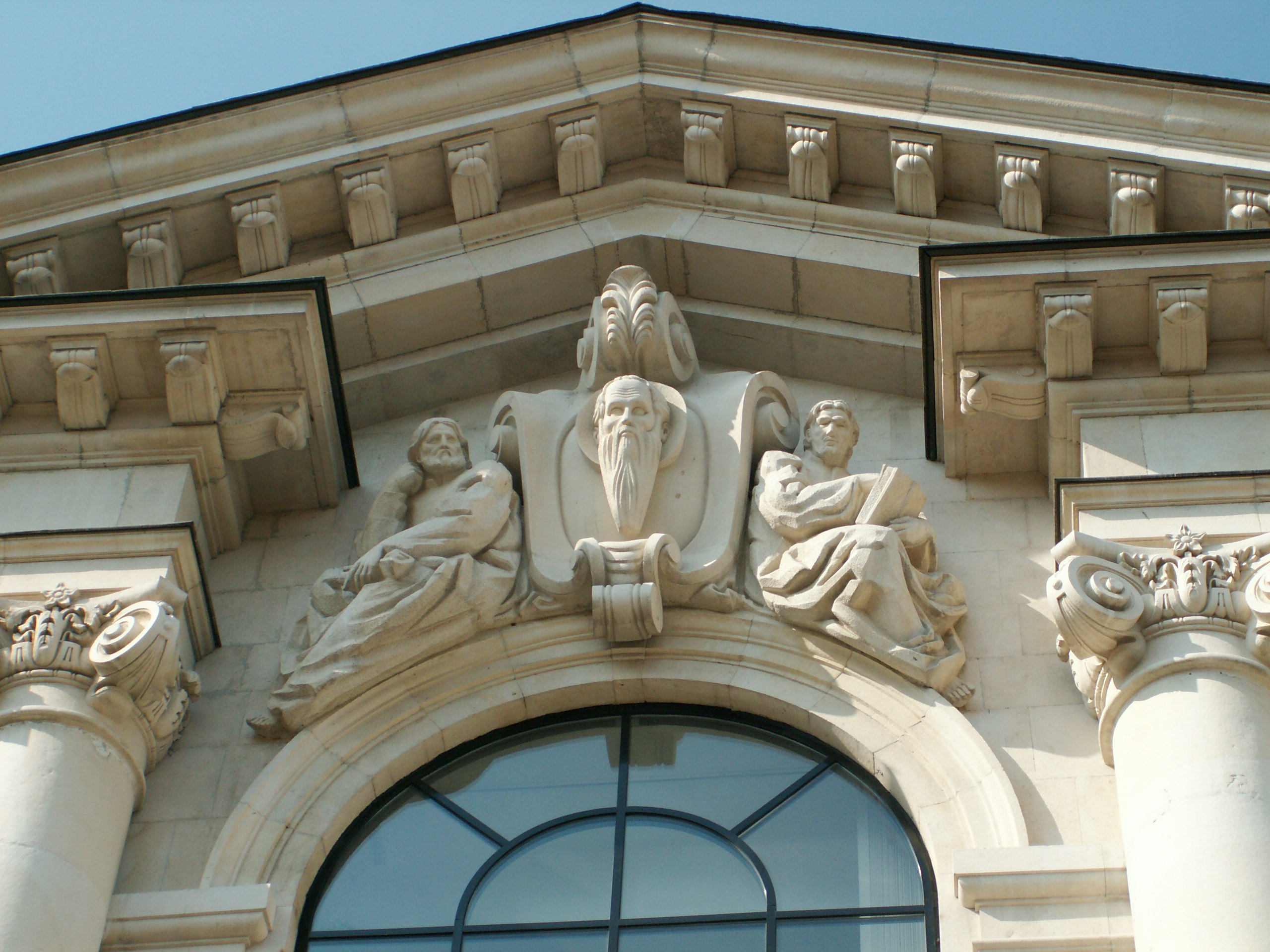
Ректорат Софийского университета
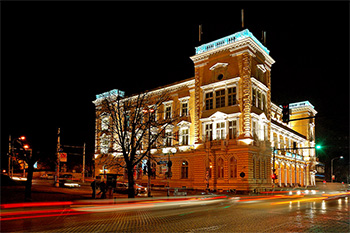
Центральный военный клуб
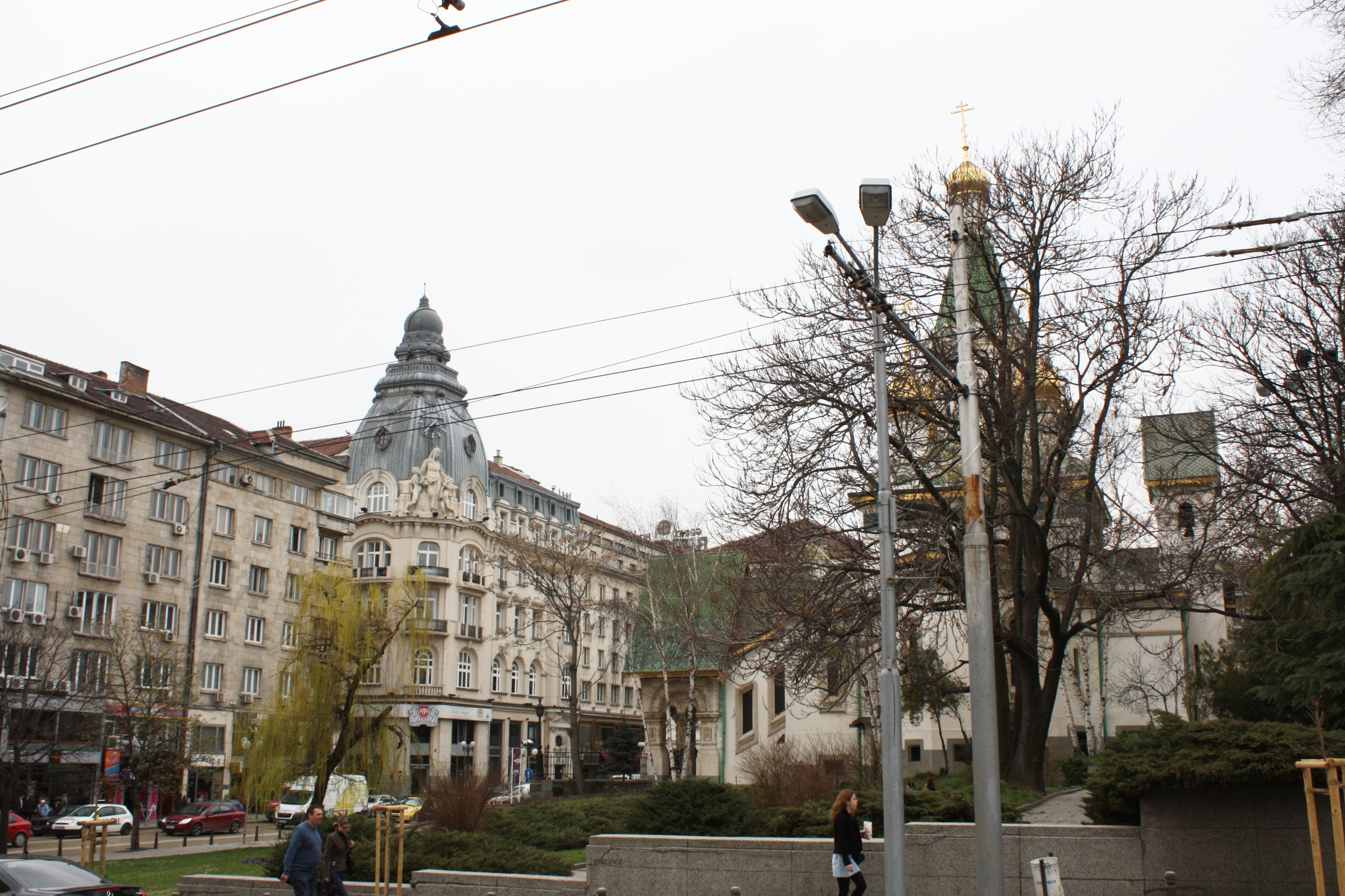
Русская Церковь и Государственный институт страхования[болг.]
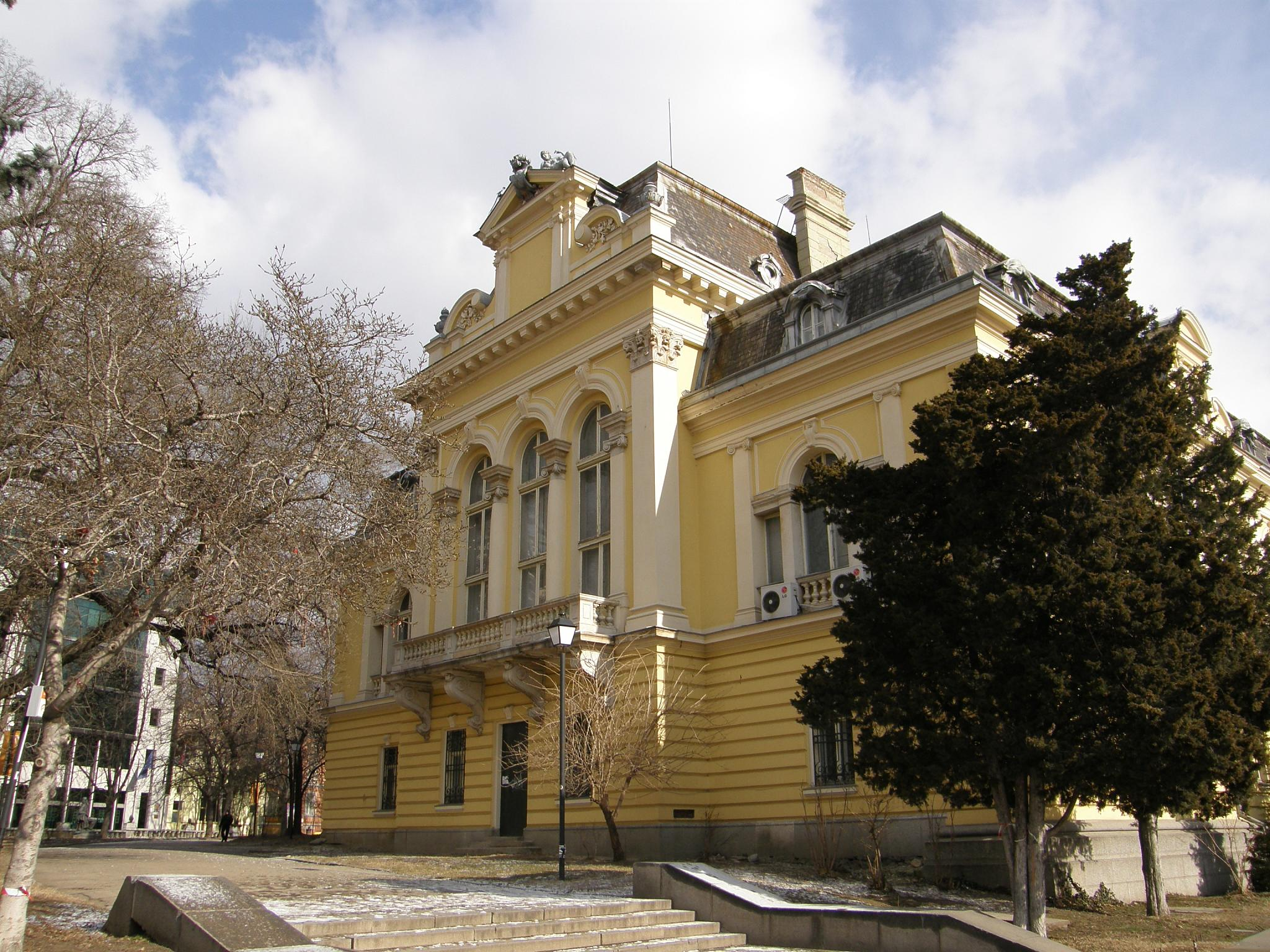
Бывший королевский дворец
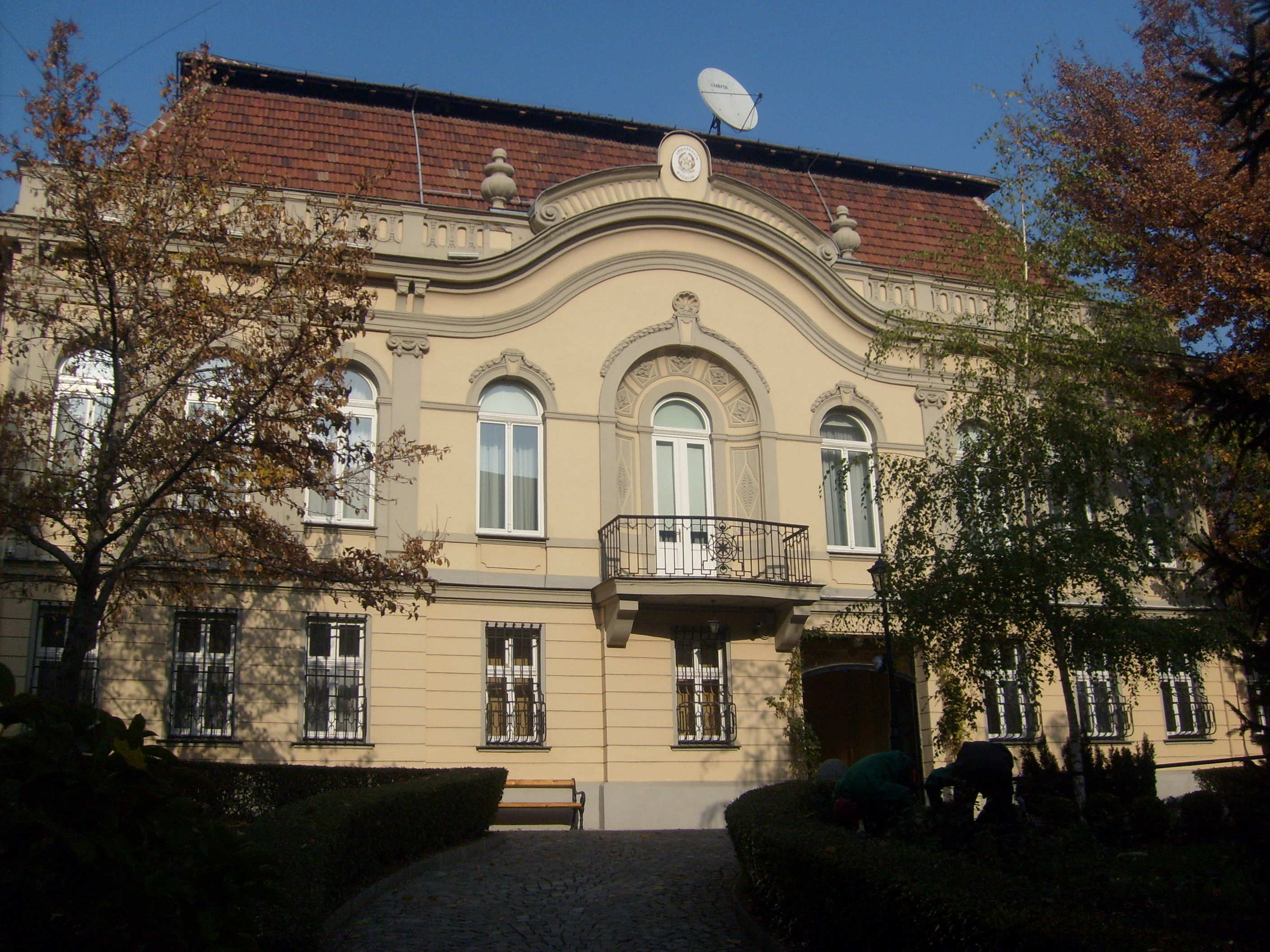
Итальянское Посольство